# Michèle Girardon
Pour les articles homonymes, voir Girardon.
Michèle Girardon est une actrice française, née le 9 août 1938 à Lyon et morte le 25 mars 1975 dans la même ville. Elle a joué dans 34 films entre 1956 et 1971.

## Biographie
Michèle Henriette Léone Girardon est née le 9 août 1938 à Lyon.

### Carrière
Michèle Girardon remporte, en mai 1956, la palme lors d'auditions menées par Raymond Rouleau dans le cadre de l'émission d'Europe n° 1 Une étoile se lève. En moins de trois semaines, elle passe de l'anonymat à la notoriété. Elle est pressentie pour tourner aux côtés de Robert Lamoureux dans Arsène Lupin 1956.
Elle fait sa première apparition au cinéma, la même année, en 1956 dans le film de Luis Buñuel, La Mort en ce jardin — elle n'a pas encore 18 ans lors du tournage. En 1958, elle est la vedette féminine de Vive les vacances, comédie réalisée et interprétée par Roger Pierre et Jean-Marc Thibault. On la voit aussi, dans un autre registre, dans Les Amants de Louis Malle.
Elle amorce une carrière internationale ; elle est particulièrement remarquée dans le rôle de « Betty » Delacourt, qu'elle tient dans Hatari ! de Howard Hawks en 1961, au côté de John Wayne. On la retrouve ensuite dans des coproductions européennes comme Scaramouche d'Antonio Isasi-Isasmendi, Marchands d'esclaves d'Antonio Margheriti ou Le Cocu magnifique d'Antonio Pietrangeli avec Claudia Cardinale. Elle tourne aussi en Allemagne pour Robert Siodmak.
En France, on la voit dans des films de Pierre Kast, Éric Rohmer ou André Cayatte.
Si elle est encore à l'affiche de deux films italiens en 1968, c'est surtout à la télévision qu'elle travaille à la fin des années 1960 pour les séries Mésentente cordiale, Les Atomistes et Les Chevaliers du ciel. Cette dernière série connaît un grand succès et l'impose comme une des figures les plus populaires du petit écran avec ses partenaires Jacques Santi et Christian Marin.
Au tout début des années 1970, elle tourne quelques films « légers », interprétant notamment Madame de Fleurville dans Les Petites Filles modèles aux côtés de Bella Darvi.

### Vie privée
Au long des années 1960, Michèle Girardon entretient une relation amoureuse compliquée avec José Luis de Vilallonga qu'elle a rencontré sur le tournage du film Les Amants. L'acteur espagnol est marié et, quand il divorce en 1972, c'est pour épouser une autre femme en 1974. L'actrice, qui se trouve confrontée à la fois à l'échec de sa vie privée et au déclin de sa carrière sombre dans la dépression[réf. nécessaire].
Elle se suicide, à moins de trente-sept ans, en mars 1975 à Lyon, par intoxication aux somnifères. Elle est inhumée au cimetière de Sarcey (Rhône).

## Filmographie

### Cinéma
- 1956 : La Mort en ce jardin de Luis Buñuel : María Castin
- 1957 : Trois pin-up comme ça de Robert Bibal (inédit[4])
- 1957 : Vive les vacances de Jean-Marc Thibault et Jean Laviron : Graziella
- 1958 : Les Amants de Louis Malle : La secrétaire
- 1959 : Vous n'avez rien à déclarer ? de Clément Duhour : Paulette
- 1959 : Le Signe du Lion d'Éric Rohmer : Dominique Laurent
- 1960 : Il principe fusto de Maurizio Arena : Susan Burton
- 1960 : La Proie pour l'ombre de Alexandre Astruc : Anita
- 1961 : Les Révoltées de l'Albatros (L'ammutinamento) de Silvio Amadio : Anna
- 1962 : Virginie de Jean Boyer : Betty
- 1962 : Les Sept Péchés capitaux sketch : L'Orgueil de Roger Vadim : La maîtresse
- 1962 : Hatari ! de Howard Hawks : Betty Delacourt
- 1963 : Vacances portugaises de Pierre Kast : Geneviève
- 1963 : Marchands d'esclaves (Anthar l'invincible) de Antonio Margheriti : Princesse Soraya
- 1963 : Scaramouche (La mascara de Scaramouche) d'Antonio Isasi Isasmendi : Diana
- 1963 : La Boulangère de Monceau, court métrage d'Éric Rohmer : Sylvie
- 1964 : La Pyramide du dieu Soleil (Die Pyramide des Sonnengottes) de Robert Siodmak : Josefa
- 1964 : Le Cocu magnifique (Il magnifico cornuto) d'Antonio Pietrangeli : Cristiana
- 1964 : Jean-Marc ou la Vie conjugale d'André Cayatte - 1er volet du diptyque : Patricia
- 1964 : Françoise ou la Vie conjugale d'André Cayatte - 2e volet du diptyque : Patricia
- 1965 : Les Mercenaires du Rio Grande (Der Schatz der Azteken) de Robert Siodmak : Josefa
- 1965 : L'Heure de la vérité de Henri Calef : Chérie
- 1966 : Tendre Voyou de Jean Becker : la jeune fille du Ritz
- 1968 : Drôle de jeu de Pierre Kast et Jean-Daniel Pollet : Chloé
- 1968 : Je vends cher ma peau (Vendo cara la pelle) d'Ettore Maria Fizzarotti : Georgiana
- 1969 : Le Chevalier à la rose rouge (Rose rosse per Angelica) de Steno : Antoinette La Fleche
- 1970 : Alyse et Chloé de René Gainville : Chloé
- 1971 : Les Petites Filles modèles de Jean-Claude Roy : Mme. de Fleurville
- 1971 : Mais qui donc m'a fait ce bébé ? de Michel Gérard : Virginie

### Télévision
- 1962 : Paludi téléfilm de Gilbert Pineau, d'après Diego Fabbri : Ginévra
- 1964 : Tout ce que vous demanderez téléfilm de Jean-Paul Carrère : Cécile Glandier
- 1966 : Anatole téléfilm de Jean Valère : Gabrielle
- 1967 : Les Chevaliers du ciel série télévisée de François Villiers : Nicole
- 1968 : Les Atomistes de Léonard Keigel : Gisèle
- 1969 : Marmor und Diamanten épisode de la série télévisée allemande Le comte Yoster a bien l'honneur réalisé par Imo Moszkowicz (de) : Gina
- 1970 : Tang (série) avec Xavier Gélin et Valéry Inkijinoff : Cora